# Major League Soccer 2016
Major League Soccer 2016 byl 21. ročník soutěže Major League Soccer působící ve Spojených státech amerických a v Kanadě. Základní část vyhrál tým FC Dallas, playoff a celou MLS vyhrál poprvé tým Seattle Sounders FC.

## Základní část

### Západní konference
| Poř. | Tým                    | Z  | V  | R  | P  | VG | OG | B  |
| ---- | ---------------------- | -- | -- | -- | -- | -- | -- | -- |
| 1.   | FC Dallas              | 34 | 17 | 9  | 8  | 50 | 40 | 60 |
| 2.   | Colorado Rapids        | 34 | 15 | 13 | 6  | 39 | 32 | 58 |
| 3.   | Los Angeles Galaxy     | 34 | 12 | 16 | 6  | 54 | 39 | 52 |
| 4.   | Seattle Sounders FC    | 34 | 14 | 6  | 14 | 44 | 43 | 48 |
| 5.   | Sporting Kansas City   | 34 | 13 | 8  | 13 | 42 | 41 | 47 |
| 6.   | Real Salt Lake         | 34 | 12 | 10 | 12 | 44 | 46 | 46 |
| 7.   | Portland Timbers       | 34 | 12 | 8  | 14 | 48 | 53 | 44 |
| 8.   | Vancouver Whitecaps FC | 34 | 10 | 9  | 15 | 45 | 52 | 39 |
| 9.   | San Jose Earthquakes   | 34 | 8  | 14 | 12 | 32 | 40 | 38 |
| 10.  | Houston Dynamo         | 34 | 7  | 13 | 14 | 39 | 45 | 34 |

|  | Postup do semifinále konference |
|  | Postup do 1. kola playoff       |

### Východní konference
| Poř. | Tým                    | Z  | V  | R  | P  | VG | OG | B  |
| ---- | ---------------------- | -- | -- | -- | -- | -- | -- | -- |
| 1.   | New York Red Bulls     | 34 | 16 | 9  | 9  | 61 | 44 | 57 |
| 2.   | New York City FC       | 34 | 15 | 9  | 10 | 62 | 57 | 54 |
| 3.   | Toronto FC             | 34 | 14 | 11 | 9  | 51 | 39 | 53 |
| 4.   | D.C. United            | 34 | 11 | 13 | 10 | 53 | 47 | 46 |
| 5.   | Montreal Impact        | 34 | 11 | 12 | 11 | 49 | 53 | 45 |
| 6.   | Philadelphia Union     | 34 | 11 | 9  | 14 | 52 | 55 | 42 |
| 7.   | New England Revolution | 34 | 11 | 9  | 14 | 44 | 54 | 42 |
| 8.   | Orlando City SC        | 34 | 9  | 14 | 11 | 55 | 60 | 41 |
| 9.   | Columbus Crew SC       | 34 | 8  | 12 | 14 | 50 | 58 | 36 |
| 10.  | Chicago Fire           | 34 | 7  | 10 | 17 | 42 | 58 | 31 |

|  | Postup do semifinále konference |
|  | Postup do 1. kola playoff       |

### Celkové pořadí
Poznámka: Celkové pořadí nemá vliv na postup do playoff, ten se rozhoduje podle pořadí v konferencích. Celkové pořadí určuje vítěze MLS Supporters' Shieldu, případného hostujícího týmu MLS Cupu a postup do LM.
| Poř. | Tým                    | Z  | V  | R  | P  | VG | OG | B  |
| ---- | ---------------------- | -- | -- | -- | -- | -- | -- | -- |
| 1.   | FC Dallas (C) (P)      | 34 | 17 | 9  | 8  | 50 | 40 | 60 |
| 2.   | Colorado Rapids        | 34 | 15 | 13 | 6  | 39 | 32 | 58 |
| 3.   | New York Red Bulls     | 34 | 16 | 9  | 9  | 61 | 44 | 57 |
| 4.   | New York City FC       | 34 | 15 | 9  | 10 | 62 | 57 | 54 |
| 5.   | Toronto FC (CC)        | 34 | 14 | 11 | 9  | 51 | 39 | 53 |
| 6.   | Los Angeles Galaxy     | 34 | 12 | 16 | 6  | 54 | 39 | 52 |
| 7.   | Seattle Sounders FC    | 34 | 14 | 6  | 14 | 44 | 43 | 48 |
| 8.   | Sporting Kansas City   | 34 | 13 | 8  | 13 | 42 | 41 | 47 |
| 9.   | Real Salt Lake         | 34 | 12 | 10 | 12 | 44 | 46 | 46 |
| 10.  | D.C. United            | 34 | 11 | 13 | 10 | 53 | 47 | 46 |
| 11.  | Montreal Impact        | 34 | 11 | 12 | 11 | 49 | 53 | 45 |
| 12.  | Portland Timbers       | 34 | 12 | 8  | 14 | 48 | 53 | 44 |
| 13.  | Philadelphia Union     | 34 | 11 | 9  | 14 | 52 | 55 | 42 |
| 14.  | New England Revolution | 34 | 11 | 9  | 14 | 44 | 54 | 42 |
| 15.  | Orlando City SC        | 34 | 9  | 14 | 11 | 55 | 60 | 41 |
| 16.  | Vancouver Whitecaps FC | 34 | 10 | 9  | 15 | 45 | 52 | 39 |
| 17.  | San Jose Earthquakes   | 34 | 8  | 14 | 12 | 32 | 40 | 38 |
| 18.  | Columbus Crew SC       | 34 | 8  | 12 | 14 | 50 | 58 | 36 |
| 19.  | Houston Dynamo         | 34 | 7  | 13 | 14 | 39 | 45 | 34 |
| 20.  | Chicago Fire           | 34 | 7  | 10 | 17 | 42 | 58 | 31 |

Vysvětlivky: (C) – vítěz MLS Supporters' Shield, (P) – vítěz US Open Cup, (CC) – vítěz Canadian Championship
|  | Postup do Ligy mistrů CONCACAF 2018                               |
|  | Vítěz Canadian Championship – postup do Ligy mistrů CONCACAF 2018 |

## Playoff
Poznámka: U semifinále a finále konferencí uváděno celkové skóre po dvou zápasech.
|  | 1. kolo | 1. kolo              | 1. kolo            |                     |   | Semifinále konference | Semifinále konference | Semifinále konference |  |    | Finále konference   | Finále konference | Finále konference |  |    | MLS Cup             | MLS Cup | MLS Cup |
|  |         |                      |                    |                     |   |                       |                       |                       |  |    |                     |                   |                   |  |    |                     |         |         |
|  |         |                      |                    |                     |   |                       |                       |                       |  |    |                     |                   |                   |  |    |                     |         |         |
|  |         | W1                   | FC Dallas          | 2                   |   |                       |                       |                       |  |    |                     |                   |                   |  |    |                     |         |         |
|  |         |                      |                    | 2                   |   |                       |                       |                       |  |    |                     |                   |                   |  |    |                     |         |         |
|  |         |                      | W4                 | Seattle Sounders FC | 4 |                       |                       |                       |  |    |                     |                   |                   |  |    |                     |         |         |
|  | W4      | Seattle Sounders FC  | W4                 | Seattle Sounders FC | 4 | 1                     |                       |                       |  |    |                     |                   |                   |  |    |                     |         |         |
|  | W4      | Seattle Sounders FC  |                    |                     |   | 1                     |                       |                       |  |    |                     |                   |                   |  |    |                     |         |         |
|  | W5      | Sporting Kansas City | 0                  |                     |   |                       |                       |                       |  |    |                     |                   |                   |  |    |                     |         |         |
|  | W5      | Sporting Kansas City | 0                  |                     |   |                       |                       |                       |  | W4 | Seattle Sounders FC | 3                 |                   |  |    |                     |         |         |
|  |         |                      |                    |                     |   |                       |                       |                       |  | W4 | Seattle Sounders FC | 3                 |                   |  |    |                     |         |         |
|  |         | W2                   | Colorado Rapids    | 1                   |   |                       |                       |                       |  |    |                     |                   |                   |  |    |                     |         |         |
|  |         | W2                   | Colorado Rapids    | 1                   |   |                       |                       |                       |  |    |                     |                   |                   |  |    |                     |         |         |
|  |         |                      |                    |                     |   |                       |                       |                       |  |    |                     |                   |                   |  |    |                     |         |         |
|  |         |                      |                    |                     |   |                       |                       |                       |  |    |                     |                   |                   |  |    |                     |         |         |
|  |         | W2                   | Colorado Rapids    | 1                   |   |                       |                       |                       |  |    |                     |                   |                   |  |    |                     |         |         |
|  |         |                      |                    | 1                   |   |                       |                       |                       |  |    |                     |                   |                   |  |    |                     |         |         |
|  |         |                      | W3                 | Los Angeles Galaxy  | 1 |                       |                       |                       |  |    |                     |                   |                   |  |    |                     |         |         |
|  | W3      | Los Angeles Galaxy   | W3                 | Los Angeles Galaxy  | 1 | 3                     |                       |                       |  |    |                     |                   |                   |  |    |                     |         |         |
|  | W3      | Los Angeles Galaxy   |                    |                     |   | 3                     |                       |                       |  |    |                     |                   |                   |  |    |                     |         |         |
|  | W6      | Real Salt Lake       | 1                  |                     |   |                       |                       |                       |  |    |                     |                   |                   |  |    |                     |         |         |
|  | W6      | Real Salt Lake       | 1                  |                     |   |                       |                       |                       |  |    |                     |                   |                   |  | W4 | Seattle Sounders FC | 0       |         |
|  |         |                      |                    |                     |   |                       |                       |                       |  |    |                     |                   |                   |  | W4 | Seattle Sounders FC | 0       |         |
|  |         | E3                   | Toronto FC         | 0                   |   |                       |                       |                       |  |    |                     |                   |                   |  |    |                     |         |         |
|  |         | E3                   | Toronto FC         | 0                   |   |                       |                       |                       |  |    |                     |                   |                   |  |    |                     |         |         |
|  |         |                      |                    |                     |   |                       |                       |                       |  |    |                     |                   |                   |  |    |                     |         |         |
|  |         |                      |                    |                     |   |                       |                       |                       |  |    |                     |                   |                   |  |    |                     |         |         |
|  |         | E1                   | New York Red Bulls | 1                   |   |                       |                       |                       |  |    |                     |                   |                   |  |    |                     |         |         |
|  |         |                      |                    | 1                   |   |                       |                       |                       |  |    |                     |                   |                   |  |    |                     |         |         |
|  |         |                      | E5                 | Montreal Impact     | 3 |                       |                       |                       |  |    |                     |                   |                   |  |    |                     |         |         |
|  | E4      | D.C. United          | E5                 | Montreal Impact     | 3 | 2                     |                       |                       |  |    |                     |                   |                   |  |    |                     |         |         |
|  | E4      | D.C. United          |                    |                     |   | 2                     |                       |                       |  |    |                     |                   |                   |  |    |                     |         |         |
|  | E5      | Montreal Impact      | 4                  |                     |   |                       |                       |                       |  |    |                     |                   |                   |  |    |                     |         |         |
|  | E5      | Montreal Impact      | 4                  |                     |   |                       |                       |                       |  | E5 | Montreal Impact     | 5                 |                   |  |    |                     |         |         |
|  |         |                      |                    |                     |   |                       |                       |                       |  | E5 | Montreal Impact     | 5                 |                   |  |    |                     |         |         |
|  |         | E3                   | Toronto FC         | 7                   |   |                       |                       |                       |  |    |                     |                   |                   |  |    |                     |         |         |
|  |         | E3                   | Toronto FC         | 7                   |   |                       |                       |                       |  |    |                     |                   |                   |  |    |                     |         |         |
|  |         |                      |                    |                     |   |                       |                       |                       |  |    |                     |                   |                   |  |    |                     |         |         |
|  |         |                      |                    |                     |   |                       |                       |                       |  |    |                     |                   |                   |  |    |                     |         |         |
|  |         | E2                   | New York City FC   | 0                   |   |                       |                       |                       |  |    |                     |                   |                   |  |    |                     |         |         |
|  |         |                      |                    | 0                   |   |                       |                       |                       |  |    |                     |                   |                   |  |    |                     |         |         |
|  |         |                      | E3                 | Toronto FC          | 7 |                       |                       |                       |  |    |                     |                   |                   |  |    |                     |         |         |
|  | E3      | Toronto FC           | E3                 | Toronto FC          | 7 | 3                     |                       |                       |  |    |                     |                   |                   |  |    |                     |         |         |
|  | E3      | Toronto FC           |                    |                     |   | 3                     |                       |                       |  |    |                     |                   |                   |  |    |                     |         |         |
|  | E6      | Philadelphia Union   | 1                  |                     |   |                       |                       |                       |  |    |                     |                   |                   |  |    |                     |         |         |

### Finále
| 10. prosince 2016 20:00 (UTC-5) |       |                     |                                                                 |
| Toronto FC                      | 0 : 0 | Seattle Sounders FC | BMO Field, Toronto, Ontario diváci: 36 045 rozhodčí: Alan Kelly |
|                                 |       |                     | BMO Field, Toronto, Ontario diváci: 36 045 rozhodčí: Alan Kelly |

|                                                                                   |     | Penaltový rozstřel                                                                       |  |
| Jozy Altidore Michael Bradley Benoît Cheyrou Will Johnson Drew Moor Justin Morrow | 4:5 | Brad Evans Andreas Ivanschitz Álvaro Fernández Joevin Jones Nicolás Lodeiro Román Torres |  |

| Toronto FC | Seattle Sounders FC |

| GK          | 1  | Clint Irwin         |       |      |
| CB          | 15 | Eriq Zavaleta       |       |      |
| CB          | 3  | Drew Moor           |       |      |
| CB          | 6  | Nick Hagglund       |       |      |
| RM          | 33 | Steven Beitashour   |       |      |
| CM          | 31 | Armando Cooper      |       | 85'  |
| CM          | 4  | Michael Bradley (C) | 90+3' |      |
| CM          | 21 | Jonathan Osorio     |       | 77'  |
| LM          | 2  | Justin Morrow       |       |      |
| CF          | 17 | Jozy Altidore       |       |      |
| CF          | 10 | Sebastian Giovinco  |       | 103' |
| Náhradníci: |    |                     |       |      |
| GK          | 25 | Alex Bono           |       |      |
| DF          | 23 | Josh Williams       |       |      |
| DF          | 28 | Mark Bloom          |       |      |
| MF          | 7  | Will Johnson        |       | 77'  |
| MF          | 8  | Benoît Cheyrou      |       | 85'  |
| FW          | 9  | Tsubasa Endoh       |       |      |
| FW          | 87 | Tosaint Ricketts    |       | 103' |
| Trenér:     |    |                     |       |      |
| Greg Vanney |    |                     |       |      |

| GK              | 24 | Stefan Frei        |       |      |
| RB              | 4  | Tyrone Mears       |       |      |
| CB              | 29 | Román Torres       |       |      |
| CB              | 14 | Chad Marshall      | 45+1' |      |
| LB              | 33 | Joevin Jones       | 72'   |      |
| CM              | 6  | Osvaldo Alonso (C) |       |      |
| CM              | 7  | Cristian Roldan    |       |      |
| RW              | 10 | Nicolás Lodeiro    |       |      |
| AM              | 8  | Erik Friberg       |       | 66'  |
| LW              | 13 | Jordan Morris      |       | 108' |
| CF              | 16 | Nelson Valdez      |       | 73'  |
| Náhradníci:     |    |                    |       |      |
| GK              | 1  | Tyler Miller       |       |      |
| DF              | 3  | Brad Evans         |       | 108' |
| DF              | 20 | Zach Scott         |       |      |
| DF              | 91 | Oniel Fisher       |       |      |
| MF              | 21 | Álvaro Fernández   |       | 66'  |
| MF              | 23 | Andreas Ivanschitz |       | 73'  |
| FW              | 9  | Herculez Gomez     |       |      |
| Trenér:         |    |                    |       |      |
| Brian Schmetzer |    |                    |       |      |

#### Vítěz
| Major League Soccer 2016 Seattle Sounders FC 1. titul B: Frei, Lyon, Miller O: Alfaro, Evans, Fisher, J. Jones, Marshall, Mears, Remick, Scott, Torres Z: Alonso, Farfan, Fernández, Friberg, Ivanschitz, Kovar, Lodeiro, Roldan, Sturgis Ú: Anderson, Dempsey, Gomez, D. Jones, Mansaray, Morris, Valdez Trenér: Brian Schmetzer |

## Ocenění

### Nejlepší hráči
- Nejlepší hráč:  David Villa (New York City FC)
- MLS Golden Boot:  Bradley Wright-Phillips (New York Red Bulls)
- Obránce roku:  Matt Hedges (FC Dallas)
- Brankář roku:  Andre Blake (Philadelphia Union)
- Nováček roku:  Jordan Morris (Seattle Sounders FC)
- Nejlepší nově příchozí hráč roku:  Nicolas Lodeiro (Seattle Sounders FC)
- Trenér roku:  Óscar Pareja (FC Dallas)
- Comeback roku:  Chris Pontius (Philadelphia Union)
- Gól roku:  Shkëlzen Gashi (Colorado Rapids)
- Zákrok roku:  Joe Bendik (Orlando City SC)
- Cena Fair Play:  Keegan Rosenberry (Philadelphia Union)
- Humanista roku:  Matt Lampson (Chicago Fire)

#### MLS Best XI 2016
| Brankář                          | Obránci                                                                                     | Záložníci | Útočníci |
| -------------------------------- | ------------------------------------------------------------------------------------------- | --- | --- |
| Andre Blake (Philadelphia Union) | Matt Hedges (FC Dallas) Axel Sjöberg (Colorado Rapids) Jelle Van Damme (Los Angeles Galaxy) | Mauro Díaz (FC Dallas) Giovanni dos Santos (Los Angeles Galaxy) Sacha Kljestan (New York Red Bulls) Ignacio Piatti (Montreal Impact) | Sebastian Giovinco (Toronto FC) David Villa (New York City FC) Bradley Wright-Phillips (New York Red Bulls) |